# Hetepka
Hetepka (auch Kahetep gelesen) war ein altägyptischer Wesir, der am Ende der 6. Dynastie unter König Pepi II.  (2245 bis 2180 v. Chr.) lebte und amtierte. Hetepka ist von Darstellungen und Inschriften aus der Mastaba des Wesirs Mehu in Sakkara bekannt. Dort wurde ein ehemaliger Magazinraum in eine Kultkapelle für Anchmeryre, einen Sohn von Mehu, umgewandelt. Dort brachte auch Hetepka Inschriften an und hatte eine beschriftete Scheintür. Hetepka war ein Sohn von Anchmeryre.
Hetepka trug diverse Titel. Er war vor allem Wesir, hatte aber auch Posten im Pyramidentempel der Pepi-I.-Pyramide und der Pepi-II.-Pyramide inne. Er war auch „Vorsteher der Wirtschaftsbetriebe“ (jmj-r gs-pr). Ein Sohn ist bekannt: Anchpepi, der auch Chuy genannt wurde und ebenfalls „Vorsteher der Wirtschaftsbetriebe“ war. Hetepka war der Enkel von Mehu. Der Letztere datiert an den Beginn der 6. Dynastie. Hetepka datiert demnach später, unter Pepi II. Im Grab befindet sich eine weitere Scheintür eines Hetepka. Es ist unsicher, ob dieses Monument zu dieser oder einer weiteren gleichnamigen Person gehört.